# Seest
Seest er en sydvestlig bydel i Kolding, som ligger i Seest Sogn. Tidligere var Seest en landsby for sig, men er med tiden vokset sammen med Kolding. Der er ca. 4.400 indbyggere i Seest.
I Seest findes Seest Kirke. I den østlige del af bydelen findes Munkensdam Gymnasium.
Skolen i Seest er Bakkeskolen, som blev opført i etaper i tidsrummet 1974-1979 som afløser for Seestområdets gamle skoler.[kilde mangler] Bl.a. Seest gamle skole på Bredevej.
Bydelen blev den 3. november 2004 landskendt på grund af fyrværkeriulykken.
En udateret kindtand fra en skovelefant og en flintflække er fundet ved Seest.[kilde mangler]
De er udstillet i Nationalmuseets oldtidssamling.
Sangeren og skuespilleren Kurt Ravn er født i Seest.
- Tavle på Bredevej 41
- Kindtand fra en skovelefant fundet ved Seest